# Mesori
Mesori lub Mesore – czwarty miesiąc pory szemu i dwunasty miesiąc roku w kalendarzu egipskim. Jak każdy miesiąc w kalendarzu starożytnego Egiptu trwał 30 dni (od 14 czerwca do 13 lipca). Po mesori następowało pięć dni epagomenalnych.
| Abd · Z1 · Z1 · Z1 · Z1 | S | mw | N5 |

| Abd · Z1 · Z1 · Z1 · Z1 | S | mw | N5 |